# ولیکا نییوا
ولیکا نییوا (بوسنیایی: Velika Njiva) یک زیستگاه انسانی در بوسنی و هرزگوین است که در Ilijaš واقع شده‌است.